# Dorotea Bucca
‎Dorotea Bucca, italijanska zdravnica, matematičarka in filozofinja, * 1360, † 1436.
Med letoma 1390 in 1436 je predavala medicino in filozofijo na Univerzi v Bologni.